# Heiloo (stacja kolejowa)
Heiloo – stacja kolejowa w Heiloo, w prowincji Holandia Północna, w Holandii. Stacja została otwarta w 1867.
| Heiloo                 |  |                           |
| Linia                  |  |                           |
| Alkmaarodległość: 5 km |  | Castricum odległość: 7 km |